# Smobilitazione

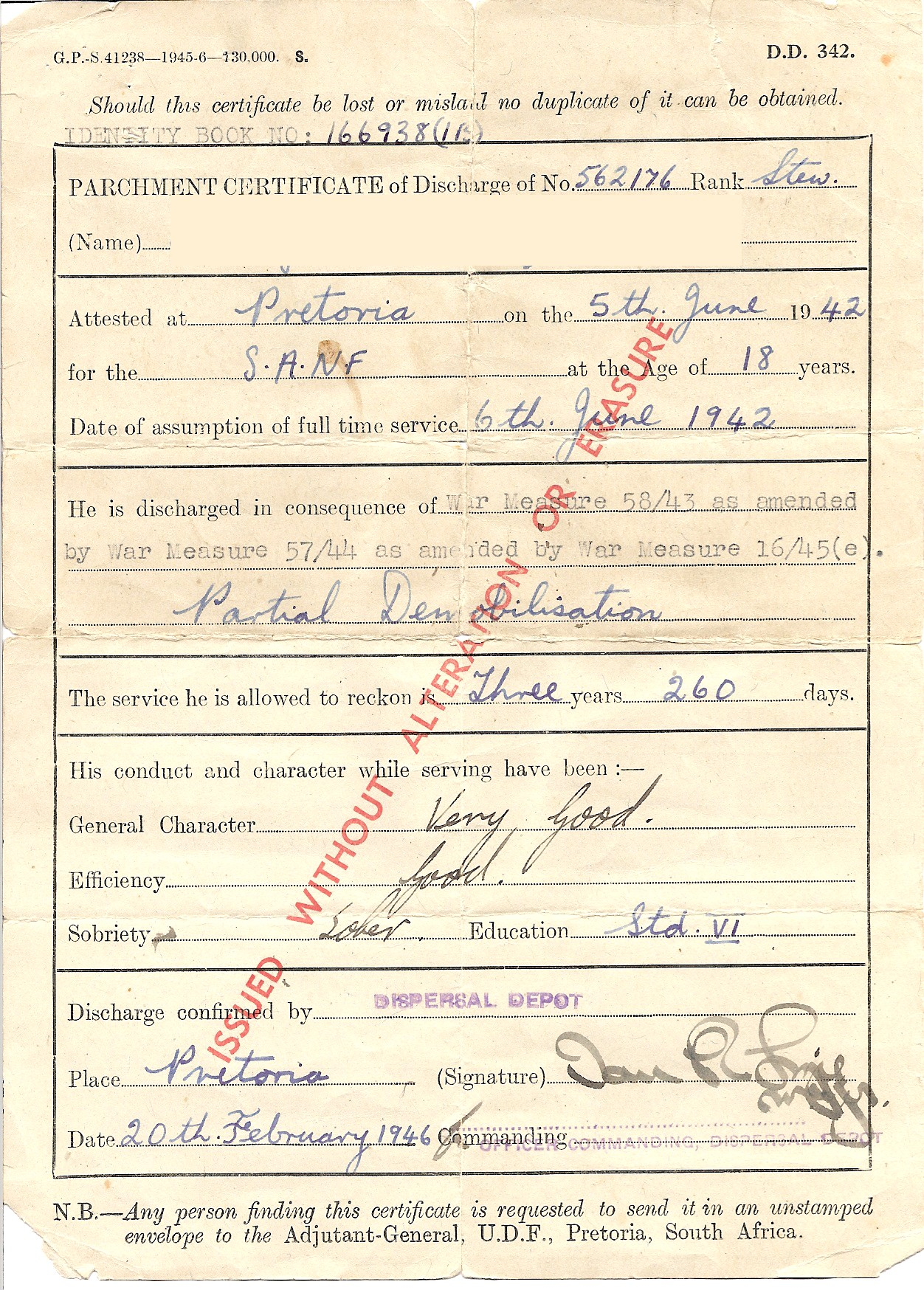
Documento di smobilitazione risalente alla seconda guerra mondiale

La smobilitazione è un processo attraverso il quale le forze armate di una nazione riprende le sue formazioni di pace in seguito a un conflitto armato. Pertanto, il concetto corrisponde all'esatto contrario della mobilitazione. 

## Nazioni Unite
Secondo l'accezione che ne offrono le Nazioni Unite, la smobilitazione è «un processo multiforme che certifica ufficialmente il cambiamento di status di una persona da membro di un gruppo militare a uno civile». Le stesse fanno rientrare la smobilitazione in un processo tripartito per gestire i conflitti assieme al disarmo e l'integrazione. Il manuale operativo delle Forze di pace delle Nazioni Unite elenca due approcci per mettere in pratica la smobilitazione. Il primo riguarda i siti di smobilitazione semi-permanente (accantonamento), mentre il secondo è inerente a un metodo mobile, ovvero la smobilitazione nei luoghi in cui gli ex combattenti sono raccolti.